# داویت بارسامیان
داویت بارسامیان (ارمنی: Դաւիթ Պարսամեան; انگلیسی: David Barsamian؛ زادهٔ ۱۹۴۵) مجری رادیو و نویسنده اهل ارمنی-آمریکایی است. بارسامیان بنیانگذار و مدیر آلترنیتو رادیو مستقر در بولدر، کلرادو می‌باشد.